# جان جول ليندن
جان جول ليندن (1817-1898) (بالإنجليزية: Jean Jules Linden)‏ هو عالم نبات بلجيكي.